# Mine (film 2016)
Mine è un film del 2016 scritto e diretto da Fabio Guaglione e Fabio Resinaro con protagonista Armie Hammer.

## Trama
Dopo un tentativo fallito di assassinio in Nord Africa, due marines, Mike Stevens e Tommy Madison, fuggono dagli inseguitori e si disperdono nel deserto. Nel tentativo di tornare alla base, i due finiscono in un campo minato. Tommy calpesta all'improvviso una mina antiuomo e salta in aria, rimanendone dilaniato e perdendo entrambe le gambe dal ginocchio in giù. Mike cerca di aiutarlo, ma inavvertitamente poggia anch'egli il piede su una mina e rimane costretto a restare immobile. Tommy, in preda al dolore e allo shock, si suicida con un colpo di pistola alla testa, sotto gli occhi di Mike che, impossibilitato a muoversi, non ha potuto far nulla per il compagno. Mike contatta il proprio campo base che lo informa che a causa delle condizioni climatiche e di altri scontri nell'area, non potrà essere prelevato prima di 52 ore.
Mike mantiene il sangue freddo, cercando di procurarsi tutto il materiale utile rimasto al compagno ormai deceduto. Nel mentre, siccome stare in posizione eretta risulta alquanto difficile, si china in ginocchio per mantenere una posizione più stabile. Il tempo scorre, e il soldato consuma sia il cibo che i liquidi a lui disponibili. All'improvviso sente il vento venirgli contro, per accorgersi subito dopo che è in arrivo una tempesta di sabbia. Si carica di tutti gli oggetti e gli indumenti che prima aveva lasciato al suolo, per avere più peso e, di conseguenza, più aderenza al terreno. Mike sopravvive, ma gli oggetti e la radio sono andati persi. Privo di forze e di speranze, Mike si punta la pistola in testa per farla finita senza ulteriori sforzi, ma ecco che al punto di premere il grilletto, scruta a distanza la figura di un uomo. Mike pensa che il berbero abbia sotterrato lui le mine poiché cammina a zig zag come se sapesse dove si trovano. Mike gli grida di aiutarlo e di prendergli la radio, ma il berbero ignora le sue richieste e gli pone domande sulla sua situazione. Dopo una chiacchierata, Mike gli dà la sua borraccia, raccomandandogli di portargliela piena.
Cala la notte, e Mike viene aggredito dalle iene, riuscendo a sopravvivere a colpi di pistola e grazie ad una mina che salta in aria dopo essere stata pestata da uno dei predatori. Il giorno seguente, Mike vede la figura di una bambina, che gli porta la borraccia piena di acqua. Dopo aver bevuto, offuscato dal dolore, dal caldo e dalla stanchezza, grida alla bambina di prendere la radio, ma essa impaurita fugge via. 
Durante la seconda notte, Mike immagina di rivedere il suo amico Tommy, che lo avverte che gli sciacalli lo stanno circondando, e lo incoraggia ad effettuare la manovra Schumann. Dopo vari eventi, si rende conto che gli sciacalli lo hanno circondato e lo stanno sbranando. Rincuorandosi con un vecchio ricordo, Mike mette al tappeto i predatori a mani nude. Al mattino un nuovo contatto radio lo informa che il tempo di attesa per i soccorsi si allunga di 17 ore a causa di uno scontro armato.
Il berbero torna, cura le ferite di Mike e gli porge da bere un liquido che procura visioni. Gli dice di essere stato lui stesso a portargli l'acqua, e non una bambina. Il berbero definisce Mike un uomo molto fortunato ad essere sopravvissuto alla notte e ai suoi predatori, e che loro due hanno una cosa in comune. Racconta che tempo addietro portava con sé sua figlia, ed essa, quando disinnescava le mine, ne tirava fuori una e al suo posto ci metteva una lattina; gli dice anche che la bambina morì per l'esplosione di una di esse, mentre lui sopravvisse perdendo la gamba. L'uomo ripete a Mike che bisogna sempre andare avanti, e mentre se ne va, il soldato lo immagina andare via tenendo per mano sua figlia.
Il protagonista comincia ad avere delle visioni del passato, e "l'andare avanti" lo tormenta in quell'immensa distesa di sabbia. Rivisitiamo vari scenari della vita di Mike, e, in almeno un momento di ogni visione, lo vediamo in ginocchio, nella stessa posizione in cui si trova bloccato.
Improvvisamente dei mercenari lo prendono di mira e aprono il fuoco verso di lui. Grazie alle sue doti di cecchino, Mike elimina tutti i mercenari.
Mike vede nuovamente Tommy dietro di sé, che lo informa che il convoglio sta arrivando e deve sforzarsi per farsi individuare, altrimenti lo dichiareranno morto. Quando Tommy gli porge un bengala, Mike si ricorda che il suo amico è morto, e si ritrova della sabbia tra le mani. Il tempo scorre e Mike, estremamente stanco e privo di forze fisiche e psicologiche, ripensa alla frase del berbero sull'andare avanti, e compie un passo in quella direzione. Con stupore, la mina non esplode. Mike scopre che si tratta in realtà di una lattina, come quelle che il berbero aveva descritto in precedenza. A questo punto il soldato, caduto a terra per la stanchezza, può richiamare i soccorsi con il bengala.
Nell'ultima scena si vede Mike in aeroporto che cammina verso la sua compagna, e mettendosi in ginocchio come quand'era nel deserto, le chiede di sposarlo.

## Distribuzione
Il film è stato distribuito nelle sale cinematografiche italiane a partire dal 6 ottobre 2016 da Eagle Pictures e in quelle statunitensi dal 7 aprile 2017 da Well Go USA Entertainment.

## Accoglienza
Nonostante i giudizi positivi in Italia, il film è stato accolto da recensioni generalmente negative all'estero.
Andrea Facchin su BestMovie.it descrive il film come "un survival movie teso e ansiogeno, frutto di un profondo gioco di generi e ricco di simbolismi". Giancarlo Zappoli su Movieplayer.it scrive "un film in cui il deserto si trasforma in uno spazio in cui l'inconscio si materializza non consentendo fughe".
Negli Stati Uniti, il film fu stroncato da buona parte della critica. Sul sito Rotten Tomatoes registra un 17% di recensioni professionali positive, basato su 30 recensioni e con un voto medio di 4/10; il consenso critico del sito recita: "Estenuante quando dovrebbe essere elettrizzante, Mine spreca una performance impegnata di Armie Hammer con una suspense debole e una narrazione sfocata". Su Metacritic ottiene 40 punti su 100, basato sul parere di 10 critici.

## Riconoscimenti
- 2017 - David di Donatello
  - Candidatura per il miglior regista esordiente a Fabio Guaglione e Fabio Resinaro
  - Candidatura per i migliori effetti digitali
  - Candidatura a 3 Future Award a Fabio Guaglione e Fabio Resinaro
- 2017 - Nastro d'argento
  - Candidatura per il Migliore regista esordiente a Fabio Guaglione e Fabio Resinaro
  - Candidatura per il Migliore montaggio a Matteo Santi, Fabio Guaglione, Filippo Mauro Boni
- 2017 - Roseto Opera Prima
  - Vincitore della Rosa d'oro come migliore opera prima